# Aegotheles cristatus
L'egotele australiano, caprimulgo−gufo australiano o succiacapre gufo australiano (Aegotheles cristatus Shaw, 1790) è un uccello della famiglia Aegothelidae, diffuso in Oceania.

## Descrizione
È un uccello di piccole dimensioni: da adulto è lungo tra i 21 e i 25 centimetri e pesa tra i 35 e i 65 grammi. La colorazione del piumaggio è grigia nel maschio e marrone nella femmina. In entrambi i sessi sono presenti delle striature scure sul muso e sulla testa.

## Abitudini e alimentazione
L'egotele australiano è un cacciatore notturno che si ciba di insetti catturati grazie alla sua capacità di compiere voli acrobatici e veloci. È a sua volta preda di mammiferi e grossi rettili.
Nidifica nelle cavità degli alberi e depone in media quattro uova.

## Distribuzione e habitat
Si può trovare in Australia (Tasmania compresa) e nella parte meridionale della Nuova Guinea. Vive per lo più in boschi aperti.